# 앤젤리카 휴스턴
앤젤리카 휴스턴(Anjelica Huston, 1951년 7월 8일 ~ )은 미국의 배우이다. 《프리찌스 오너》(1985)로 1986년 제58회 아카데미상 여우조연상을 수상하며 할아버지 월터 휴스턴, 아버지 존 휴스턴에 이어 3대가 아카데미상을 수상하는 쾌거를 달성하였다. 또한 텔레비전 활동을 통해 프라임타임 에미상에 여섯 차례 후보로 올랐으며 HBO 텔레비전 영화 《천사의 투쟁》(2004)으로 2005년 제62회 골든 글로브상 미니시리즈·TV 영화 부문 여우조연상을 받았다. 2010년 할리우드 명예의 거리에 입성하였다. 1996년 《돈 크라이 마미》로 감독 데뷔하였다.

## 출연 작품

### 영화
- 라스트 타이쿤 (1976)
- 포스트맨은 벨을 두 번 울린다 (1981)
- 여배우 프란시스 (1982)
- 이것이 스파이널 탭이다 (1984)
- 우주 해적선 (1984)
- 프리찌스 오너 (1985)
- 캡틴 EO (1986)
- 병사의 낙원 (1987)
- 죽은 자들 (1987)
- 범죄와 비행 (1989)
- 적 그리고 사랑 이야기 (1989)
- 마녀와 루크 (1990)
- 그리프터스 (1990)
- 아담스 패밀리 (1991)
  - 아담스 패밀리 2 (1993)
- 플레이어 (1992)
- 앤 더 밴드 플레이드 온 (1993)
- 맨해튼 미스터리 (1993)
- 크로싱 가드 (1995)
- 돈 크라이 마미 (1996) - 연출 겸임
- 에버 애프터 (1998)
- 버팔로 66 (1998)
- 러브 템테이션 (2000)
- 로얄 테넌바움 (2001)
- 바비의 라푼젤 (2002) - 애니메이션
- 블러드 워크 (2002)
- 대디 데이 케어 (2003)
- 스티브 지소와의 해저 생활 (2004)
- 천사의 투쟁 (2004)
- 아트 스쿨 컨피덴셜 (2006)
- 헤이디스 바이러스 (2006)
- 머터리얼 걸스 (2006)
- 세러핌 폴스 (2006)
- 다즐링 주식회사 (2007)
- 질식: 어느 섹스 중독자의 초상 (2008)
- 팅커벨 (2008) - 애니메이션
  - 팅커벨 2: 잃어버린 보물 (2009)
  - 팅커벨 4: 날개의 비밀 (2012)
  - 팅커벨 5: 해적 요정 (2014)
  - 팅커벨 6: 네버비스트의 전설 (2014)
- 파리의 도둑 고양이 (2010) - 애니메이션
- 로마에서 생긴 일 (2010)
- 50/50 (2011)
- 더 빅 이어 (2011)
- Pixie Hollow Games (2011) - 애니메이션
- 숲속괴담: 다크포레스트 (2017) - 앨리우드 부인 역
- 개들의 섬 (2018)
- 존 윅 3: 파라벨룸 (2019) - 디렉터 역
- 아틱 저스티스: 썬더 스쿼드 (2019) - 마그다 역 (애니메이션)
- 웨이팅 포 안야 (2020)
- 더 프렌치 디스패치 (2021)
- 발레리나 (2025 예정)

### 텔레비전
- 새터데이 나이트 라이브 (1986)
- The Mists of Avalon (2001)
- 허프 (2006)
- 고스트 & 크라임 (2008-9)
- 아메리칸 대드! (2011-23) - 애니메이션
- 스매쉬 (2012-13)
- 보잭 홀스맨 (2014, 2020) - 애니메이션
- Transparent (2015-16)
- 줄리언 대왕 만세 (2016) - 애니메이션
- 트롤헌터: 아카디아의 전설 (2016-18) - 애니메이션
- 앤지 트라이베카 (2018)
- 스타워즈: 비전스 (2023)